# Maria Zambaco
Maria Zambaco foi uma figura importante e complexa na arte e na sociedade vitoriana, reconhecida tanto por sua influência como musa no movimento pré-rafaelita quanto por sua própria prática artística. Nascida em uma rica família grega, ela viveu grande parte de sua vida em Londres, onde se destacou por sua beleza exótica e por seus intensos relacionamentos com figuras artísticas e literárias, especialmente com o pintor e escultor Edward Burne-Jones. Zambaco não foi apenas uma musa; ela também era uma escultora talentosa e uma mulher de espírito independente que, em muitos aspectos, rompeu com as convenções de sua época.

## Formação e Contexto Artístico
Maria Zambaco foi educada em um ambiente privilegiado, que permitiu que ela explorasse interesses artísticos desde jovem. Em Paris, estudou com o escultor Auguste Rodin, um aprendizado incomum para uma mulher da alta sociedade do período vitoriano. Esse contato direto com Rodin ajudou-a a desenvolver habilidades e uma visão própria na escultura, uma prática artística ainda pouco acessível às mulheres do século XIX, especialmente no uso de materiais pesados e exigentes. Sua obra escultórica era voltada principalmente para representações de figuras mitológicas e alegóricas, explorando a forma humana e os temas da beleza e do desejo.

## Relação com o Movimento Pré-Rafaelita
O envolvimento de Zambaco com o movimento pré-rafaelita foi marcado por seu relacionamento com Edward Burne-Jones, um dos principais pintores da irmandade. Zambaco tornou-se não apenas uma musa, mas também uma presença inspiradora e perturbadora em sua vida e em sua obra. Burne-Jones a retratou em várias pinturas, onde ela aparecia como uma figura mística e sedutora, personificando a beleza e o erotismo da tradição clássica, algo que contrastava com o pudor vitoriano. Algumas de suas representações mais conhecidas estão nas obras Phyllis and Demophoon (1870) e The Beguiling of Merlin (1873-1874), nas quais Zambaco foi imortalizada como figuras femininas poderosas e enigmáticas, evocando o desejo e a rejeição. A intensa relação entre Zambaco e Burne-Jones causou escândalo na época, com Zambaco frequentemente sendo vista como uma femme fatale.

## Obras e Estilo
Como escultora, Zambaco desenvolveu um estilo que combinava influências clássicas com uma abordagem mais pessoal, explorando o corpo humano e temas mitológicos. Suas esculturas, ainda que pouco reconhecidas na época, refletem uma sensibilidade distinta, que buscava retratar a essência das figuras femininas em poses dramáticas e expressivas. Embora sua produção artística não tenha sido tão prolífica quanto a de seus contemporâneos masculinos, seu trabalho demonstra uma habilidade técnica sólida e uma compreensão estética que a colocam como uma das escultoras mais interessantes de sua época.

## Legado e Redescoberta
Após sua morte, Zambaco foi amplamente esquecida no mundo da arte, e seu trabalho só começou a ser reavaliado no final do século XX, quando os estudiosos do movimento pré-rafaelita voltaram sua atenção para as mulheres que participaram ativamente do círculo artístico, não apenas como musas, mas também como criadoras. Seu legado permanece como uma representação da mulher moderna, desafiadora e independente que navegava entre a vida artística e os rígidos padrões sociais vitorianos.
Hoje, Maria Zambaco é vista como uma figura representativa das mulheres artistas e intelectuais que participaram do movimento pré-rafaelita e desafiaram as normas de seu tempo. Ela continua sendo uma inspiração para aqueles que buscam entender as complexidades do papel das mulheres na arte e na sociedade vitoriana.